# Металогика
Металогика е изучаването на метатеорията на логиката. Докато логиката е изследване на начина, на по който логическите системи могат да бъдат използвани за да се реши верността на аргументите, металогиката изследва характеристиките на логическите системи сами по себе си .
Основни обекти на изследване на металогиката са формалния език, формалната система и техните интерпретации. Изследването на интерпретацията на формалните системи е клон на математическата логика, известна като теория на моделите, докато изследването на дедуктивния апарат а клон, известен като теория на доказателството.